# Joanna Zeiger
Joanna Sue Zeiger (Baltimora, 4 maggio 1970) è un'ex triatleta statunitense.

## Carriera
Si è laureata campionessa del mondo Ironman 70.3 nel 2008.
Ha vinto la medaglia di bronzo ai mondiali di Edmonton nel 2001 con un tempo di 1:59:55, alle spalle della vincitrice, la connazionale Siri Lindley (01:58:50), e dell'australiana Michellie Jones (1:59:41).
Alle Olimpiadi di Sydney del 2000, ha rappresentato la nazionale statunitense arrivando 4º assoluta con un tempo di 2:01:25, sfiorando di poco il podio composto dalla svizzera Brigitte Mc Mahon(2:00:40), dall'australiana Michellie Jones (2:00:42) e dall'altra svizzera Magali Messmer (2:01:08).
Ha vinto l'Ironman Brasile nel 2005 e quello di Coeur d'Alene nel 2006. Ha vinto, oltre ai mondiali, molte gare del circuito Ironman 70.3.

## Titoli
- Campionessa del mondo Ironman 70.3 - 2008
- Campionessa nazionale di triathlon (Élite) - 2000
- Ironman
  - Brasile - 2005
  - Coeur d'Alene - 2006
- Ironman 70.3
  - Eagleman - 2008
  - Vineman - 2008
  - Muskoka - 2008
  - Longhorn - 2010